# Agia Vavaraklooster
Agia Vavaraklooster (Grieks: Μοναστήρι Αγία Βαρβάρα) is een Cypriotisch-orthodox klooster op het eiland Cyprus. Het klooster ligt onderaan de berg Stavrovouni in het district Larnaca. Het Stavrovouniklooster ligt boven op de berg.
Het klooster, gewijd aan de Heilige Barbara, is alleen voor mannen toegankelijk, behalve op zondag.

## Afbeeldingen van het klooster

De binnenplaats van het klooster
Afbeelding in het klooster
De uitgang van het klooster
De klokken
De klokken met omgevingsachtergrond
De was hangt te drogen, terwijl het regent